# Новоядровский
 Новоядровский  — починок в Краснобаковском районе Нижегородской области. Входит в состав Чащихинского сельсовета.

## География
Починок находится в северо-восточной части Нижегородской области к востоку от реки Ветлуги на расстоянии приблизительно 10 километров по прямой на юго-восток от посёлка Красные Баки, административного центра района.

## История
Починок был основан в первой половине 1920-х годов переселенцами из села Ядрово.

## Население
Постоянное население составляло 5 человек (русские 100 %) в 2002 году, 1 в 2010.